# Græsholt
Græsholt (dansk) eller Grasholz (tysk) er en bydel i det nordlige Egernførde (Egernfjord/Eckernförde) ved udfaldsvejen mod Slesvig by. Græsholt består af bebyggelsen Sofiero og en del af Flintbjerg. Bydelen grænser mod syd til Carlshøj (Carlshöhe). Mod nord grænser den til den selvstændige kommune Gammelby.